# Léon Warnant
Léon Warnant (* 13. März 1919 in Oreye; † 30. April 1996 in Lüttich) war ein belgischer Romanist und wallonischer Schriftsteller.

## Leben und Werk
Warnant studierte bei Louis Remacle (1910–1997). Er war Professor für französische Sprachwissenschaft in Lüttich. 1984 wurde er emeritiert.

Warnant tat sich auch als Autor von Gedichten und Theaterstücken in wallonischer Sprache hervor.

## Sprachwissenschaftliche Werke
- La culture en Hesbaye liégeoise. Etude ethnographique et dialectologique, Brüssel 1949
- Études phonétiques sur le parler wallon d'Oreye, Lüttich 1953
- La Constitution phonique du mot wallon, étude fondée sur le parler d'Oreye (Hesbaye liégeoise), Paris 1956
- Dictionnaire de la prononciation française dans sa norme actuelle, 4. Auflage, Paris/Gembloux 1987, 117 + 989 Seiten (Les mots de la langue, S. 1–684 ; Les noms propres, S. 687–974 ; Gattungsnamenteil zuerst Gembloux 1962, 42 + 414 Seiten, 2. Auflage 1964; Eigennamenteil zuerst Gembloux 1966, 27 + 236 Seiten; 3. Auflage, beide Teile in einem Band, 1968, 51+654 Seiten)
- Dictionnaire des rimes orales et écrites, Paris 1973, 17+554 Seiten (ab 1992 : 60+572 Seiten, ab 2001 unter dem Titel : Dictionnaire des rimes)
- Structure syntaxique du français. Essai de cinéto-syntaxe, Paris 1982
- Précis de cinéto-syntaxe, langue française, Paris 1984
- Orthographe et prononciation du français. Les 12 000 mots qui ne se prononcent pas comme ils s’écrivent (zusammen mit Louis Chalon), Louvain-la-Neuve 1996, 2. Auflage,  Brüssel 2006